# Katarzyna Załuska
Katarzyna Załuska (zm. 1703) – polska zakonnica ze zgromadzenia bernardynek, przełożona i fundatorka klasztoru w Przasnyszu.
Według Encyklopedii kościelnej siostra biskupa płockiego Andrzeja Chryzostoma Załuskiego. W 1683 r. posłana z Warszawy do Przasnysza. Tam w 1687 r. została obrana przełożoną (uzyskała 3 głosy na 5). Potem obierana była jeszcze trzykrotnie, a wyniki elekcji są dobrą ilustracją rozwoju wspólnoty w Przasnyszu: w 1691 r. uzyskała 11 głosów, w 1698 r. – 11 głosów na 14, w 1702 r. – 17 na 18. Zatwierdzenie elekcji z 1698 r. przyszło z Rzymu dopiero w 1701 r.
Załuska pomnożyła włości zgromadzenia, odbudowała i ozdobiła kościół oraz klasztor (konsekracja 1694). Za to wszystko poprosiła w 1695 r. władze prowincji o tytuł fundatorki. Odmówiono jej, twierdząc, że wszystko odbyło się wspólnym kosztem i pracą. Zapewne jej staraniem bernardynki w 1701 r. otrzymały prawo wrębu do lasów koronnych. 
Pośmiertnie zapisana jako fundatorka konwentu w Przasnyszu.